# Jack Cleary
Jack Cleary, född 8 augusti 1995 i Subiaco, är en australisk roddare.

## Karriär
I juli 2021 vid OS i Tokyo tog Cleary brons tillsamamns med Caleb Antill, Cameron Girdlestone och Luke Letcher i scullerfyra.